# Ружић (Далмација)
Ружић је насељено мјесто истоимене општине у Далмацији, Шибенско-книнска жупанија, Република Хрватска.

## Географија
Налази се на јужном ободу Петровог поља, у подножју планине Мосећ.

## Историја
Прије рата је село припадало општини Дрниш. Током рата у Хрватској (1991―1995), Ружић је био у саставу Републике Српске Крајине, као њено погранично подручје.

## Становништво
Према попису из 1991. године, Ружић је имао 463 становника, од чега 358 Хрвата, 98 Срба и 7 осталих. Према попису становништва из 2001. године, насеље Ружић је имало 250 становника. Срби живе у засеоку Лунићи, најближем Кричкама. Ружић је према попису становништва из 2011. године имао 266 становника.
| Демографија | Демографија | Демографија |
| Година      | Становника  | Становника  |
| ----------- | ----------- | ----------- |
| 1961.       | 631         |             |
| 1971.       | 619         |             |
| 1981.       | 493         |             |
| 1991.       | 463         |             |
| 2001.       | 250         |             |
| 2011.       |             | 266         |

## Попис 1991.
На попису становништва 1991. године, насељено место Ружић је имало 463 становника, следећег националног састава:
| Попис 1991.‍  | Попис 1991.‍  | Попис 1991.‍ | Попис 1991.‍ | Попис 1991.‍ |
| ------------ | ------------ | ----------- | ----------- | ----------- |
|              |              |             |             |             |
| Хрвати       | Хрвати       |             | 358         | 77,32%      |
| Срби         | Срби         |             | 98          | 21,16%      |
| остали       | остали       |             | 1           | 0,21%       |
| неопредељени | неопредељени |             | 1           | 0,21%       |
| непознато    | непознато    |             | 5           | 1,07%       |
| укупно: 463  |              |             |             |             |

## Презимена
- Лунић — Православци, славе Ђурђевдан
- Билаћ — Римокатолици
- Бојчић — Римокатолици
- Бузов — Римокатолици
- Видовић — Римокатолици
- Габрић — Римокатолици
- Горета — Римокатолици
- Елез — Римокатолици
- Јукица — Римокатолици
- Пијук — Римокатолици
- Пућо — Римокатолици
- Струње — Римокатолици
- Сучић — Римокатолици
- Шперанда — Римокатолици